# Na skróty (singel)
Na skróty – piosenka i singel Darii Zawiałow wydany we wrześniu 2017 przez Sony Music Entertainment Poland. Utwór promował nowe, rozszerzone wydanie debiutanckiego albumu A kysz!. Piosenka została nominowana do Fryderyka 2018 w kategorii "utwór roku" (przy jednoczesnej nominacji dla „Jeszcze w zielone gramy” w wykonaniu Zawiałow). Wideoklip, który również otrzymał nominację do Fryderyka, powstał w reżyserii Dominiki Podczaskiej i opublikowano go 13 października 2017.. 

## Twórcy
- słowa: Daria Zawiałow
- muzyka: Daria Zawiałow, Michał Kush
- produkcja, miks i mastering: Michał Kush
- perkusja: Błażej Gawliński
- gitary: Krzysztof Łochowicz, Michał Kush

## Notowania
- Lista Przebojów Trójki: 23[4]